# Гориця-при-Сливниці
Гориця-при-Сливниці (словен. Gorica pri Slivnici) — поселення в общині Шентюр, Савинський регіон, Словенія. 
Висота над рівнем моря: 360,4 м.